# ピティ語
ピティ語（ピティご、ピティ語: Piti、Bishi、Bisi英: Piti language）は、カインジ諸語に属する言語である。
ナイジェリアのカドゥナ州で話されている言語である。チャワイ語と言語学的に近い関係にある。GRNにおける言語番号は2543。

## 概要
ピティ語は、ナイジェリアの20を超える村で話されている言語であり、当地の先住民族もその言語を使用している。言語の希少度を示す迫害ランクは、1〜50のうち6である(1が最も希少である)。
また、キリスト教徒が全体の8割を占めている。

## 文化
ピティ語話者の文化として、ナイジェリアの人々にピティ族特有の太鼓、踊り、馬術を披露することがある。それらは主にイスラム教徒の人々に披露され、満喫される。また、槍を持った戦士が混雑した人混みの中を走り回り盛り上げる、ということもある。